# Campeonato Carioca de Futebol de 2022 - Série A2
O Campeonato Carioca da Série A2 de 2022 foi a 45ª edição da segunda divisão do campeonato estadual de futebol profissional do Rio de Janeiro. A competição foi organizada pela Federação de Futebol do Estado do Rio de Janeiro (FERJ).
O campeão desta edição foi o Volta Redonda ao vencer o Olaria na final, conquistando assim o seu 4º título na competição. Com o título, o clube foi promovido à elite do Campeonato Carioca de 2023.
Um fato curioso é que o Volta Redonda foi rebaixado no Campeonato Carioca 2022, e no mesmo ano conseguiu o acesso à elite do Campeonato Carioca.

## Regulamento[5]
Assim como na edição anterior, o campeonato será dividido entre três fases: Taça Santos Dumont (1º turno), Taça Corcovado (2º turno) e Turno Final.

### Taça Santos Dumont
Na Taça Santos Dumont, o que equivale ao 1º turno do campeonato, as equipes serão dividas em 2 grupos, A e B. Estas se enfrentarão entre si dentro de seu próprio grupo, em turno único.
Os dois melhores de cada grupo se enfrentarão nas semifinais em partida única, através de cruzamento olímpico, ou seja, o 1º do grupo A enfrenta o 2º do grupo B e o 1º do grupo B enfrenta o 2º do grupo A. Os clubes que tiverem a melhor colocação em seus grupos possuem a escolha do mando de campo e vantagem de empate.
Os vencedores dos confrontos se enfrentarão na final em jogo único. O mando de campo será sorteado e não haverá vantagem para nenhuma das equipes. Em caso de empate no saldo de gols, a disputa será decidida por pênaltis. O vencedor será declarado o campeão da Taça Santos Dumont.

### Taça Corcovado
Na Taça Corcovado, o que equivale ao 2º turno do campeonato, as equipes permanecerão nos grupos da Taça Santos Dumont. Estas se enfrentarão as equipes fora de seu grupo, em turno único.
Os dois melhores de cada grupo se enfrentarão nas semifinais em partida única, através de cruzamento olímpico, ou seja, o 1º do grupo A enfrenta o 2º do grupo B e o 1º do grupo B enfrenta o 2º do grupo A. Os clubes que tiverem a melhor colocação em seus grupos possuem a escolha do mando de campo e vantagem de empate.
Os vencedores dos confrontos se enfrentarão na final em jogo único. O mando de campo será sorteado e não haverá vantagem para nenhuma das equipes. Em caso de empate, a disputa será decidida por pênaltis. O vencedor será declarado o campeão da Taça Corcovado.

### Turno Final
As equipes campeãs da Taça Santos Dumont e da Taça Corcovado se enfrentarão na final, ida e volta, sem vantagens. A equipe com o melhor desempenho na tabela geral, unindo os pontos do 1º e 2º turnos, terá direito de escolha do mando no 1º ou no 2º jogo. Em caso de empate no saldo de gols, a disputa será decidida por pênaltis.
Caso uma única equipe conquiste a Taça Santos Dumont e a Taça Corcovado numa única edição, ela enfrentará a equipe com o melhor desempenho na tabela geral, em ida e volta. A equipe campeã dos dois turnos terá direito de escolha do mando de campo no 1º ou no 2º jogo e terá vantagem do empate no saldo de gols.
Caso uma única equipe conquiste a Taça Santos Dumont e a Taça Corcovado numa única edição e teve o melhor desempenho na tabela geral, será declarada campeã do Campeonato Carioca de 2022 - Série A2, sem a necessidade de haver uma final.
O campeão estará classificado para o Campeonato Carioca de 2023 - Série A.

### Rebaixamento
A equipe com o pior desempenho na tabela geral, unindo os pontos do 1º e 2º turnos, será rebaixada ao Campeonato Carioca de 2022 - Série B1.

### Critérios de Desempate
Esses serão os critérios de desempate a serem aplicados sucessivamente:
- Maior número de vitórias;
- Maior saldo de gols;
- Maior número de gols pró;
- Confronto direto entre dois clubes;
- Menor número de cartões amarelos e vermelhos (cada cartão vermelho equivale a três cartões amarelos);
- Sorteio.

## Participantes

### Promovidos & Rebaixados
| Pos. | Rebaixado da Série A 2022  |
| ---- | -------------------------- |
| 12º  | Volta Redonda              |
| Pos. | Promovido da Série B1 2021 |
| 1º   | Olaria                     |

| Pos. | Mantidos da Série A2 2021 |
| ---- | ------------------------- |
| 2º   | Gonçalense                |
| 3º   | Maricá                    |
| 4º   | Artsul                    |
| 5º   | America                   |
| 6º   | Friburguense              |
| 7º   | Sampaio Corrêa-RJ         |
| 8º   | Americano                 |
| 9º   | Macaé                     |
| 10º  | Cabofriense               |
| 11º  | Angra dos Reis            |

### Participantes
| Equipe                | Cidade                | Em 2021               | Estádio             | Capacidade | Títulos            |
| --------------------- | --------------------- | --------------------- | ------------------- | ---------- | ------------------ |
| America               | Rio de Janeiro        | 5º                    | Giulite Coutinho    | 13 544     | 3 (último em 2018) |
| Americano             | Campos dos Goytacazes | 8º                    | Ferreirão           | 900        | 0 (não possui)     |
| Angra dos Reis        | Angra dos Reis        | 11º                   | Jair Toscano        | 1 500      | 0 (não possui)     |
| Artsul                | Nova Iguaçu           | 4º                    | Nivaldo Pereira     | 2 184      | 0 (não possui)     |
| Cabofriense           | Cabo Frio             | 10º                   | Correão             | 2 611      | 5 (último em 2013) |
| Friburguense          | Nova Friburgo         | 6º                    | Eduardo Guinle      | 5 500      | 3 (último em 2019) |
| Gonçalense/Petrópolis | Petrópolis            | 2º                    | Atílio Marotti      | 8 500      | 0 (não possui)     |
| Macaé                 | Macaé                 | 9º                    | Moacyrzão           | 15 000     | 0 (não possui)     |
| Maricá                | Maricá                | 3º                    | Alzirão             | 900        | 0 (não possui)     |
| Olaria                | Rio de Janeiro        | 1º (Série B1)         | Rua Bariri          | 4 980      | 5 (último em 1983) |
| Sampaio Corrêa-RJ     | Saquarema             | 7º                    | Lourival Gomes      | 1 800      | 0 (não possui)     |
| Volta Redonda         | Volta Redonda         | 12º (Série A de 2022) | Raulino de Oliveira | 18 230     | 3 (último em 2004) |

## Taça Santos Dumont

### Grupo A
| Pos | Equipe         | PG | Jogos | Jogos | Jogos | Jogos | Gols | Gols | Gols | Desempenho por rodada | Desempenho por rodada | Desempenho por rodada | Desempenho por rodada | Desempenho por rodada | Classificação                   |
| Pos | Equipe         | PG | #     | V     | E     | D     | GP   | GS   | SG   | 1ª                    | 2ª                    | 3ª                    | 4ª                    | 5ª                    | Classificação                   |
| --- | -------------- | -- | ----- | ----- | ----- | ----- | ---- | ---- | ---- | --------------------- | --------------------- | --------------------- | --------------------- | --------------------- | ------------------------------- |
| 1   | Macaé          | 9  | 5     | 3     | 0     | 2     | 8    | 7    | +1   | 3                     | 6                     | 2                     | 4                     | 1                     | Classificados para a Fase Final |
| 2   | Olaria         | 9  | 5     | 3     | 0     | 2     | 7    | 6    | +1   | 1                     | 4                     | 5                     | 3                     | 2                     | Classificados para a Fase Final |
| 3   | Americano      | 7  | 5     | 2     | 1     | 2     | 8    | 7    | +1   | 2                     | 2                     | 4                     | 1                     | 3                     | Eliminados da Fase Final        |
| 4   | Angra dos Reis | 7  | 5     | 2     | 1     | 2     | 5    | 8    | –3   | 4                     | 3                     | 1                     | 2                     | 4                     | Eliminados da Fase Final        |
| 5   | America        | 6  | 5     | 1     | 3     | 1     | 7    | 5    | +2   | 5                     | 1                     | 3                     | 5                     | 5                     | Eliminados da Fase Final        |
| 6   | Cabofriense    | 4  | 5     | 1     | 1     | 3     | 5    | 7    | –2   | 5                     | 5                     | 6                     | 6                     | 6                     | Eliminados da Fase Final        |

### Grupo B
| Pos | Equipe                | PG | Jogos | Jogos | Jogos | Jogos | Gols | Gols | Gols | Desempenho por rodada | Desempenho por rodada | Desempenho por rodada | Desempenho por rodada | Desempenho por rodada | Classificação                   |
| Pos | Equipe                | PG | #     | V     | E     | D     | GP   | GS   | SG   | 1ª                    | 2ª                    | 3ª                    | 4ª                    | 5ª                    | Classificação                   |
| --- | --------------------- | -- | ----- | ----- | ----- | ----- | ---- | ---- | ---- | --------------------- | --------------------- | --------------------- | --------------------- | --------------------- | ------------------------------- |
| 1   | Volta Redonda         | 13 | 5     | 4     | 1     | 0     | 12   | 3    | +9   | 1                     | 1                     | 1                     | 1                     | 1                     | Classificados para a Fase Final |
| 2   | Sampaio Corrêa-RJ     | 8  | 5     | 2     | 2     | 1     | 7    | 5    | +2   | 2                     | 2                     | 2                     | 2                     | 2                     | Classificados para a Fase Final |
| 3   | Artsul                | 7  | 5     | 1     | 4     | 0     | 4    | 3    | +1   | 3                     | 3                     | 3                     | 4                     | 3                     | Eliminados da Fase Final        |
| 4   | Friburguense          | 5  | 5     | 1     | 2     | 2     | 6    | 10   | –4   | 6                     | 5                     | 6                     | 3                     | 4                     | Eliminados da Fase Final        |
| 5   | Gonçalense/Petrópolis | 4  | 5     | 0     | 4     | 1     | 2    | 4    | –2   | 3                     | 4                     | 4                     | 5                     | 5                     | Eliminados da Fase Final        |
| 6   | Maricá                | 1  | 5     | 0     | 1     | 4     | 2    | 8    | –6   | 5                     | 6                     | 5                     | 6                     | 6                     | Eliminados da Fase Final        |

### Fase Final
|  | Semifinais | Semifinais        | Semifinais    |   |  | Final | Final | Final |
|  |            |                   |               |   |  |       |       |       |
|  | 1.º A      | Macaé             | 3             |   |  |       |       |       |
|  | 2.º B      | Sampaio Corrêa-RJ | 3             |   |  |       |       |       |
|  |            |                   |               |   |  | Macaé | 1     |       |
|  |            |                   | Volta Redonda | 2 |  |       |       |       |
|  | 1.º B      | Volta Redonda     | 1             |   |  |       |       |       |
|  | 2.º A      | Olaria            | 1             |   |  |       |       |       |

### Premiação
| Taça Santos Dumont de 2022         |
| ---------------------------------- |
| Volta Redonda Campeão (1.º título) |

## Taça Corcovado

### Grupo A
| Pos | Equipe         | PG  | Jogos | Jogos | Jogos | Jogos | Gols | Gols | Gols | Desempenho por rodada | Desempenho por rodada | Desempenho por rodada | Desempenho por rodada | Desempenho por rodada | Desempenho por rodada | Classificação                   |
| Pos | Equipe         | PG  | #     | V     | E     | D     | GP   | GS   | SG   | 1ª                    | 2ª                    | 3ª                    | 4ª                    | 5ª                    | 6°                    | Classificação                   |
| --- | -------------- | --- | ----- | ----- | ----- | ----- | ---- | ---- | ---- | --------------------- | --------------------- | --------------------- | --------------------- | --------------------- | --------------------- | ------------------------------- |
| 1   | Olaria         | 10  | 6     | 3     | 1     | 2     | 9    | 6    | +3   | 1                     | 1                     | 1                     | 1                     | 1                     | 1                     | Classificados para a Fase Final |
| 2   | Americano      | 8   | 6     | 2     | 2     | 2     | 5    | 4    | +1   | 4                     | 4                     | 4                     | 3                     | 4                     | 2                     | Classificados para a Fase Final |
| 3   | America        | 7   | 6     | 2     | 1     | 3     | 7    | 8    | –1   | 3                     | 2                     | 3                     | 4                     | 2                     | 3                     | Eliminados da Fase Final        |
| 4   | Cabofriense    | 7   | 6     | 1     | 4     | 1     | 6    | 6    | 0    | 4                     | 3                     | 2                     | 2                     | 3                     | 4                     | Eliminados da Fase Final        |
| 5   | Macaé          | 4   | 6     | 1     | 1     | 4     | 5    | 10   | –5   | 2                     | 5                     | 5                     | 5                     | 5                     | 5                     | Eliminados da Fase Final        |
| 6   | Angra dos Reis | –2* | 6     | 0     | 1     | 5     | 4    | 19   | –15  | 6                     | 6                     | 6                     | 6                     | 6                     | 6                     | Eliminados da Fase Final        |

Angra dos Reis foi punido com a perda de três pontos por escalações irregulares.

### Grupo B
| Pos | Equipe                | PG | Jogos | Jogos | Jogos | Jogos | Gols | Gols | Gols | Desempenho por rodada | Desempenho por rodada | Desempenho por rodada | Desempenho por rodada | Desempenho por rodada | Desempenho por rodada | Classificação                   |
| Pos | Equipe                | PG | #     | V     | E     | D     | GP   | GS   | SG   | 1ª                    | 2ª                    | 3ª                    | 4ª                    | 5ª                    | 6°                    | Classificação                   |
| --- | --------------------- | -- | ----- | ----- | ----- | ----- | ---- | ---- | ---- | --------------------- | --------------------- | --------------------- | --------------------- | --------------------- | --------------------- | ------------------------------- |
| 1   | Sampaio Corrêa-RJ     | 15 | 6     | 5     | 0     | 1     | 13   | 5    | +8   | 2                     | 1                     | 2                     | 2                     | 1                     | 1                     | Classificados para a Fase Final |
| 2   | Volta Redonda         | 13 | 6     | 4     | 1     | 1     | 17   | 7    | +10  | 6                     | 3                     | 3                     | 1                     | 2                     | 2                     | Classificados para a Fase Final |
| 3   | Gonçalense/Petrópolis | 13 | 6     | 4     | 1     | 1     | 9    | 5    | +4   | 1                     | 4                     | 4                     | 3                     | 3                     | 3                     | Eliminados da Fase Final        |
| 4   | Maricá                | 8  | 6     | 2     | 2     | 2     | 7    | 7    | 0    | 3                     | 2                     | 1                     | 4                     | 4                     | 4                     | Eliminados da Fase Final        |
| 5   | Friburguense          | 8  | 6     | 2     | 2     | 2     | 3    | 4    | –1   | 5                     | 6                     | 5                     | 5                     | 5                     | 5                     | Eliminados da Fase Final        |
| 6   | Artsul                | 4  | 6     | 0     | 4     | 2     | 4    | 8    | –4   | 4                     | 5                     | 6                     | 6                     | 6                     | 6                     | Eliminados da Fase Final        |

### Fase Final
|  | Semifinais | Semifinais        | Semifinais |       |  | Final  | Final | Final |
|  |            |                   |            |       |  |        |       |       |
|  | 1.º A      | Olaria            | 1          |       |  |        |       |       |
|  | 2.º B      | Volta Redonda     | 1          |       |  |        |       |       |
|  |            |                   |            |       |  | Olaria | 1 (6) |       |
|  |            |                   | Americano  | 1 (5) |  |        |       |       |
|  | 1.º B      | Sampaio Corrêa-RJ | 1          |       |  |        |       |       |
|  | 2.º A      | Americano         | 2          |       |  |        |       |       |

### Premiação
| Taça Corcovado de 2022      |
| --------------------------- |
| Olaria Campeão (1.º título) |

## Fase final
Fonte: 

#### Ida
| 17 de agosto | Olaria                      | 2 – 1         | Volta Redonda | Rua Bariri, Rio de Janeiro                              |
| 15:00        | Anderson 22' · Xandinho 50' | Súmula (FERJ) | Pedrinho 64'  | Público: 624 Árbitro: RJ Wagner do Nascimento Magalhães |

#### Volta
| 25 de agosto | Volta Redonda                               | 3 – 0         | Olaria | Estádio Raulino de Oliveira, Volta Redonda       |
| 19:00        | Caio Vitor 30' · Pedrinho 58' · Davison 71' | Súmula (FERJ) |        | Público: 1 817 Árbitro: RJ Bruno Arleu de Araújo |

## Classificação geral
| Pos | Equipe                | PG | Jogos | Jogos | Jogos | Jogos | Gols | Gols | Gols | Desempenho por rodada | Desempenho por rodada | Desempenho por rodada | Desempenho por rodada | Desempenho por rodada | Desempenho por rodada | Desempenho por rodada | Desempenho por rodada | Desempenho por rodada | Desempenho por rodada | Desempenho por rodada |
| Pos | Equipe                | PG | Jogos | Jogos | Jogos | Jogos | Gols | Gols | Gols | Taça Santos Dumont    | Taça Santos Dumont    | Taça Santos Dumont    | Taça Santos Dumont    | Taça Santos Dumont    | Taça Corcovado        | Taça Corcovado        | Taça Corcovado        | Taça Corcovado        | Taça Corcovado        | Taça Corcovado        |
| Pos | Equipe                | PG | #     | V     | E     | D     | GP   | GS   | SG   | 1ª                    | 2ª                    | 3ª                    | 4ª                    | 5ª                    | 1ª                    | 2ª                    | 3ª                    | 4ª                    | 5ª                    | 6ª                    |
| --- | --------------------- | -- | ----- | ----- | ----- | ----- | ---- | ---- | ---- | --------------------- | --------------------- | --------------------- | --------------------- | --------------------- | --------------------- | --------------------- | --------------------- | --------------------- | --------------------- | --------------------- |
| 1   | Volta Redonda         | 26 | 11    | 8     | 2     | 1     | 29   | 10   | +19  | 1                     | 1                     | 1                     | 1                     | 1                     | 1                     | 1                     | 1                     | 1                     | 1                     | 1                     |
| 2   | Sampaio Corrêa-RJ     | 23 | 11    | 7     | 2     | 2     | 20   | 10   | +10  | 5                     | 2                     | 2                     | 2                     | 4                     | 3                     | 3                     | 3                     | 2                     | 2                     | 2                     |
| 3   | Olaria                | 19 | 11    | 6     | 1     | 4     | 16   | 12   | +4   | 2                     | 6                     | 7                     | 5                     | 3                     | 2                     | 2                     | 2                     | 3                     | 3                     | 3                     |
| 4   | Gonçalense/Petrópolis | 17 | 11    | 4     | 5     | 2     | 11   | 9    | +2   | 6                     | 10                    | 10                    | 11                    | 11                    | 9                     | 9                     | 6                     | 4                     | 4                     | 4                     |
| 5   | Americano             | 15 | 11    | 4     | 3     | 4     | 13   | 11   | +2   | 3                     | 4                     | 6                     | 3                     | 5                     | 6                     | 7                     | 9                     | 5                     | 7                     | 5                     |
| 6   | Macaé                 | 13 | 11    | 4     | 1     | 6     | 13   | 17   | –4   | 4                     | 8                     | 4                     | 6                     | 2                     | 4                     | 4                     | 4                     | 7                     | 5                     | 6                     |
| 7   | America               | 13 | 11    | 3     | 4     | 4     | 14   | 13   | +1   | 9                     | 3                     | 5                     | 7                     | 8                     | 8                     | 5                     | 5                     | 8                     | 6                     | 7                     |
| 8   | Friburguense          | 13 | 11    | 3     | 4     | 4     | 9    | 14   | –5   | 12                    | 11                    | 12                    | 8                     | 9                     | 10                    | 10                    | 8                     | 11                    | 8                     | 8                     |
| 9   | Cabofriense           | 11 | 11    | 2     | 5     | 4     | 11   | 13   | –2   | 9                     | 7                     | 8                     | 10                    | 10                    | 11                    | 11                    | 10                    | 9                     | 10                    | 9                     |
| 10  | Artsul                | 11 | 11    | 1     | 8     | 2     | 8    | 11   | –3   | 6                     | 9                     | 9                     | 9                     | 7                     | 5                     | 6                     | 7                     | 6                     | 9                     | 10                    |
| 11  | Maricá                | 9  | 11    | 2     | 3     | 6     | 9    | 15   | –6   | 11                    | 12                    | 11                    | 12                    | 12                    | 12                    | 12                    | 11                    | 10                    | 11                    | 11                    |
| 12  | Angra dos Reis        | 5* | 11    | 2     | 2     | 7     | 9    | 27   | –18  | 8                     | 5                     | 3                     | 4                     | 6                     | 7                     | 8                     | 12                    | 12                    | 12                    | 12                    |

     Classificado para a Série A 2023
     Mantidos na Série A2 2023
     Rebaixado para a Série B1 2022
Última atualização: 28 de julho
Angra dos Reis foi punido com a perda de três pontos por escalações irregulares.

## Premiação
| Campeonato Carioca de 2022 – Série A2 |
| ------------------------------------- |
| Volta Redonda Campeão (4.º título)    |